# Carla Guiducci Bonanni
Carla Guiducci Bonanni (Firenze, 17 gennaio 1929 – Firenze, 30 marzo 2013) è stata una bibliotecaria italiana.

## Biografia
Laureata a soli 22 anni in matematica, divenne nel 1951 borsista del Centro nazionale per il catalogo unico delle biblioteche italiane e per le informazioni bibliografiche, oggi ICCU per la biblioteca nazionale di Firenze sotto la direzione di Anita Mondolfo, collaborando dal 1956 alla redazione del Soggettario a fianco di Emanuele Casamassima; fu proprio il Casamassima a nominarla responsabile per il recupero e nuova collocazione, del reparto giornali dopo l'alluvione del 1966 che procurò gravi danni alla biblioteca, sostituendo nel 1972 il responsabile del centro del restauro, riuscendo a consegnare i locali rinnovati il 24 maggio 1990.
 Dipendente del Ministero per i beni e le attività culturali, ha diretto - nel 1979 - la Biblioteca Palatina di Parma, la Biblioteca universitaria di Bologna (1980-1981), la Biblioteca Riccardiana (1983-1985), la Biblioteca Marucelliana (1985-1988), la Biblioteca Nazionale Centrale di Firenze (1988-1995).
È stata segretaria della Sezione toscana dell'Associazione italiana biblioteche dal 1964 al 1965.
È stata Sottosegretaria ai Beni culturali con il Governo Dini e Presidente della federazione nazionale degli Amici dei musei fiorentini dal 1999 e dal 2002 Presidente degli Amici dei musei fiorentini e Presidente dell'Opera di Santa Croce dal 2004 all'autunno del 2007.
Nel Comune di Signa è stata Assessore alla Cultura dal 1999 al 2010 e presidente del Museo della paglia e dell'intreccio Domenico Michelacci di Signa dal 2010.
È morta nel 2013 all'età di 84 anni.

## Pubblicazioni
- Carla Guiducci Bonanni, La memoria è il futuro dei libri, Edizioni RTS, 2011. ISBN 9788846729736.
- Carla Guiducci Bonanni, La Nazionale di Firenze tra passato e presente, in «Medioevo e Rinascimento», 5 (1991).